# عدنا تشافي
عدنا رومانزا تشافي (بالإنجليزية: Adna Chaffee) (14 أبريل 1842 - 1 نوفمبر 1914) كان جنرال في جيش الولايات المتحدة شارك في الحرب الأهلية الأمريكية والحروب الهندية، ولعب دورا رئيسيا في الحرب الاسبانية الأمريكية، وقاتل في تمرد بوكسر في الصين. وكان رئيس أركان جيش الولايات المتحدة بين عامي 1904 - 1906.

## روابط خارجية
- الرجال من كافة الأقسام في أمريكا السيرة الذاتية وصورة.
- "عدنا تشافي". فايند أغريف. اطلع عليه بتاريخ 2010-08-05.
- مقبرة أرلينغتون الوطنية نسخة محفوظة 24 يناير 2015 على موقع واي باك مشين.